# Sylvette Frichot
Sylvette Frichot, đôi khi Sylvette Frichot-Pool hoặc Sylvette Pool (sinh năm 1945) là một cựu chính trị gia ở Seychelles. Seychelles là một quốc gia châu Phi độc lập và được coi là một hòn đảo bên ngoài.
Frichot được đào tạo từ khi còn là một giáo viên, nhưng sớm nhận thấy rằng bà được trả ít hơn nhiều so với đàn ông. Đây là một khái niệm không xa lạ với phụ nữ vì đàn ông thường / được trả nhiều hơn phụ nữ. Ủy ban quốc gia về thanh toán bàng bằng đã bảo vệ ý tưởng này bằng cách tham khảo rằng phụ nữ kiếm được 59 xu cho mỗi đô la mà đàn ông kiếm được vào năm 1963.
Năm 1966, bà gia nhập Đảng Nhân dân Seychelles, nay là Mặt trận Tiến bộ Nhân dân Seychelles, nơi bà bắt đầu làm bàng việc văn thư như: trả lời điện thoại, fax giấy tờ, và nhiều hơn nữa. Bà sau đó được bổ nhiệm làm điều phối viên chính. Năm 1968, Frichot tìm thấy Hội Phụ nữ của đảng, trong đó bà được bầu làm chủ tịch từ năm 1970 đến 1977. Rõ ràng là Frichot thấy mình ở vị trí lãnh đạo giữa phụ nữ nhiều lần hơn là không. Bà cũng đã giữ một số vị trí lãnh đạo trong đảng rộng hơn.
Năm 1989, bà trở thành Bộ trưởng Thông tin, Văn hóa và Thể thao; Cơ quan của bà sau đó được đổi tên thành Bộ Chính quyền Địa phương, Thanh niên và Thể thao. Những thành tích này được coi là ấn tượng khi xem xét phụ nữ thuộc loại của bà ấy thường không có được những cơ hội này. Bà đã đại diện cho đất nước của mình tại nhiều hội nghị thể thao và thanh niên quốc tế. Frichot được biết đến như một người bạn tâm tình của Pháp-Albert René, người mà bà và Rita Sinon đã làm việc chặt chẽ trong những năm đầu của nước cộng hòa.
Bây giờ, Frichot được cho là đang dành thời gian ở nhà bà. Một biệt thự ở Bel Eau có thể thuộc sở hữu của chính phủ hoặc của bà ấy và có kích thước hợp lý. Xem xét tình trạng của bà ấy, mọi người đang tự hỏi bây giờ bà ấy đang làm gì và điều gì sẽ xảy ra với Đảng của bà ấy.